# デビアス
デビアスグループ（英語: The De Beers Group of Companies）は、南アフリカ共和国発祥で、英国ロンドンに本社を置くダイヤモンドの採鉱・流通・加工・卸売会社。金属等も産出する資源メジャーの一つで、現在はアングロ・アメリカンの子会社（85％）。世界にカルテルを展開した。

## ロンドン・シンジケート
1876年、英領ケープ植民地（現在の南アフリカ共和国）のキンバリーでは98の小シンジケートが3600ものダイヤモンド採掘地を持っていた。1880年、セシル・ローズとチャールズ・ラッド（Charles Rudd）がデビアス鉱山会社を設立した。1888年3月13日、デビアス鉱山会社はロスチャイルド家およびアルフレッド・ベイト（Alfred Beit）の援助を受けてバーニー・バルナート（Barney Barnato）のキンバリー・セントラル鉱山会社と合併した。新デビアス（De Beers Consolidated Mines Limited）はダイヤモンド生産の世界シェアを9割ほど握った。1889-90年、デビアスは10社で構成されたロンドン・ダイヤモンド・シンジケートと販売契約を結び、相手方へ原石を供給した。
第二次ボーア戦争終結後、プレミア（Premier）鉱山がロンドン・ダイヤモンド・シンジケートに登録された。この1902年には、デビアス・サッカークラブが、デビアスが南アフリカのケープタウン岸と西ケープ州の近くにダイナマイト工場を建設した際に設立された。その工場はローレンス川河口の真西、フォールス湾岸に置かれた。プレミアは1905年にカリナンを採掘し、翌年シンジケートを脱退した。プレミアは原石を増産してアーネスト・オッペンハイマーに売った。デビアスは1907年恐慌のさなかドイツ領南西アフリカとの競争にもさらされた。短い間、デビアスとロンドン・シンジケートはドイツ領から買い付けることに合意したが、ロンドン・シンジケートは優先してベルギーのアントウェルペン・シンジケートへ売却し、市場を開拓するようになった。1912年、沖積層のダイヤモンド鉱床がベルギー領コンゴ（後のザイール、現在のコンゴ民主共和国など）で発見され、翌年から生産しデビアスと競争した。その2年後に第一次世界大戦が勃発し、デビアスは生産を中断したが、翌年に南アフリカ連邦がドイツ軍を破り、最大のライバルが退場したかに見えた。

## 中央販売機構
1917年アングロ・アメリカンが南アフリカで創業。これに対抗して、デビアスはプレミア鉱山を傘下に収めてロンドン・ダイヤモンド・シンジケートを引き継いだ。1918年にノーベル工業とカイノック（Kynoch）は互いのアフリカ子会社を合併させた。この新子会社は、1924年にデビアスと合併して爆薬部門となった。1919年、アングロ・アメリカンは旧ドイツ領会社（German Diamond Regie, later Consolidated Diamond Mines of South West Africa Ltd. or CDM）を買収しデビアスを圧迫した。戦間期からデビアスはソ連との競争にさらされた。そしてオッペンハイマー家がデビアスの支配的株主となった。まずプレミアの上客アーネスト・オッペンハイマーが1925年にロンドン・ダイヤモンド・シンジケートを再編してしまい、翌1926年デビアスの重役に就任した。そこから翌1927年にかけてリヒテンバーグ（Lichtenburg, North West）にダイヤモンド・ラッシュが起こり、暗黒の木曜日までにアーネストは現地の利権を握った。そして1929年12月にデビアス会長となった。1930年、世界恐慌への対応として新たな合弁会社を設立した（Diamond Corporation Ltd.）。その半分はデビアスとプレミアとCDMおよびその他大手生産者が出資した。残りは1925年に再編したシンジケートの持分となった。ここでアングロ・アメリカンがCDMの支配権をデビアスに明け渡し、アーネストは合弁会社の会長となった。そしてベルギー人やポルトガル人と堅実に協定した（守誠）。1932年、キンバリーとプレミアを含む全所有鉱山が閉鎖した。戦略は生産カルテルから販売カルテルへ性質を変えていった。1934年、合弁会社の子会社（Diamond Trading Company）が設立されたのである。DTC は（参加者から原石を買占めた上で）世界中の加工センターから慎重に相手を選び、原石の品質を分類してカテゴリーごとに量を決めて原石を販売したが、その流通機構全体は中央販売機構（Central Selling Organization）として世に知られた。

## ダイヤモンド外交
第二次世界大戦では工業用ダイヤモンドがもてはやされ、1942年の売上げは430万スターリング・ポンドに達し、会社売上げの4割近くを占めた。1943年と1945年のダイヤモンド市場は2050万と245万ポンドに拡大した。そこで1944年と1945年、キンバリーとプレミアがそれぞれ生産を再開した（守）。このような経済活動はアメリカ合衆国政府が追及するところとなった。そこでアーネストはカナダにおける供給量を増やすという和解案を示した。実際にそこでの価格は英国政府に統制された。しかしアメリカでは妥協しなかったのである。1945年と1947年に米司法省はデビアスを反トラスト法違背容疑で告訴した。1946年にベルギー領コンゴが中央販売機構に参加した（守）。磐石に見えるカルテルは、1950年代にソ連もダイヤモンドを生産するようになって脅かされた。デビアスは1930年代に積み上げられた在庫の山を1952年に売り切った（守）。アパルトヘイト時代にデビアスは囚人を労働力に使う許可が与えられた。囚人の大多数は、1952年に制定された厳密なアパルトヘイト法のために投獄されたといわれている。1953年、アセアは工業ダイヤモンドの合成に成功したが、特許をとらなかった。そこで1955年にゼネラル・エレクトリックが取得した。1950年代、中央販売機構はイスラエルに対する原石の供給を削減していった（守）。1959年、ソ連が中央販売機構に参加したが、1963年に脱退した。一方、アフリカの年を経てイスラエルは原石の輸入額を増やし、中央販売機構はイスラエルに歩み寄ったが、しかしベルギーに対する4割弱の割当量を減らすことはしなかった（守）。1967年にデビアスはオラパ鉱山を発見し、1969年にボツワナ政府と合弁会社「デブスワナ」を立ち上げた。1974年に米司法省が再びデビアスを反トラスト法で告訴し、デビアスは翌1975年4万ドルの罰金を払った（守）。

## ソ連の道連れに
1980年代初頭、ザイールの指導者モブツ・セセ・セコが中央販売機構を拒絶したが、デビアスはザイール政府に買収される前に高値をつけて原石を買い占め、政権の競争力を殺いでカルテルに復帰させた（守）。オーストラリアのキンバリー地域では1983年にコンジンク（Conzinc Riotinto of Australia）の参加するジョイント・ベンチャー（Ashton Joint Venture）が中央販売機構に参加した。このジョイント・ベンチャーにアーガイル鉱山（Argyle diamond mine）が含まれていた。カルテルでアーガイルは生産量の1/4を独自に販売できるが、品質の良いものは全部を中央販売機構に売却しなければならなかった（守）。自社加工する時ですら一度カルテルを通さなくてはならなかったし、広告まで制限された。1984年アフリカの24カ国が飢饉に陥り、翌年スーダンとウガンダとナイジェリアでクーデタが起こった。1988年、ソ連で金属・宝石産業の国家独占企業が誕生し（Glavalmazzoloto）、ソ連崩壊まで中央販売機構に原石を供給した。それが独立国家共同体となって、軍需物資として利用されてきた品質の悪いダイヤをだぶつかせて世界的な供給圧力となった（守）。そこで中央販売機構はソビエト連邦の崩壊後に結成された独立国家共同体（CIS）からの買い付けに差別価格を導入して、供給過剰な低品質の原石は価格を下げ、反対に高品質の価格を上げた（守）。1994年、工業用ダイヤモンドの価格カルテルをゼネラル・エレクトリックと結んだ。ゼネラル・エレクトリックはリークした。その同年から翌1995年にかけてロシアと中央販売機構は、各自で莫大な量の安い原石をインド市場に売りさばいた（守）。1996年6月、アーガイル鉱山が中央販売機構を脱退した（守）。この手続はデビアスが直接行い、親会社のアングロ・アメリカンは立ち会わなかった。1997年2月に中央販売機構と、ソ連のダイヤモンド鉱山を多くを引き継いだロシア連邦で若干の調整が行われた。1998年初め、中央販売機構はトロントに事務所を開設した。カナダ政府はダイヤモンドに対して原石ではなく生産に対して課税するようになり、中央販売機構の買い取りを助けた（守）。2000年7月14日、デビアスは公式にカルテルの終結を宣言し、中央販売機構は単なるDTC として販売を継続するとした。2001年、アングロ・アメリカンがデビアスとの株式の持ち合いを解消、支配率を32％から45％に引き上げた。2003年、プレミア鉱山はカリナン鉱山と名前を変えた。2004年にデビアスはゼネラル・エレクトリックとのカルテルを理由に米司法省から1千万ドルの罰金を課された。2006年2月、デビアスは欧州委員会と合意し法的に拘束され、2008年末から将来にわたりアルゾア（Alrosa）からの低品質原石を仕入れることができなくなった。2008年7月、カリナン鉱山をペトラ（Petra Diamonds）に売却した。

## 社名の由来
会社の名前は、アフリカーナー人農民ヨハネス・ニコラスとディーデリック・アーノルダスのデ＝ビア兄弟（Johannes Nicholas de Beer, Diederik Arnoldus de Beer）の、現在の南アフリカ共和国にあった農場名に由来している。オレンジ川とバール川が合流する、ヴールイトツィヒト（Vooruitzicht）と呼ばれる地点の付近でダイヤモンドが発見された。しかし兄弟は続いて起こるダイヤモンドのラッシュに農場を維持することができずに、6300フランで農地を売ることになった。兄弟は鉱山の所有者にはなれなかったが、これらの鉱山のうちの一つは、二人に由来して命名されている。

## マーケティング戦略

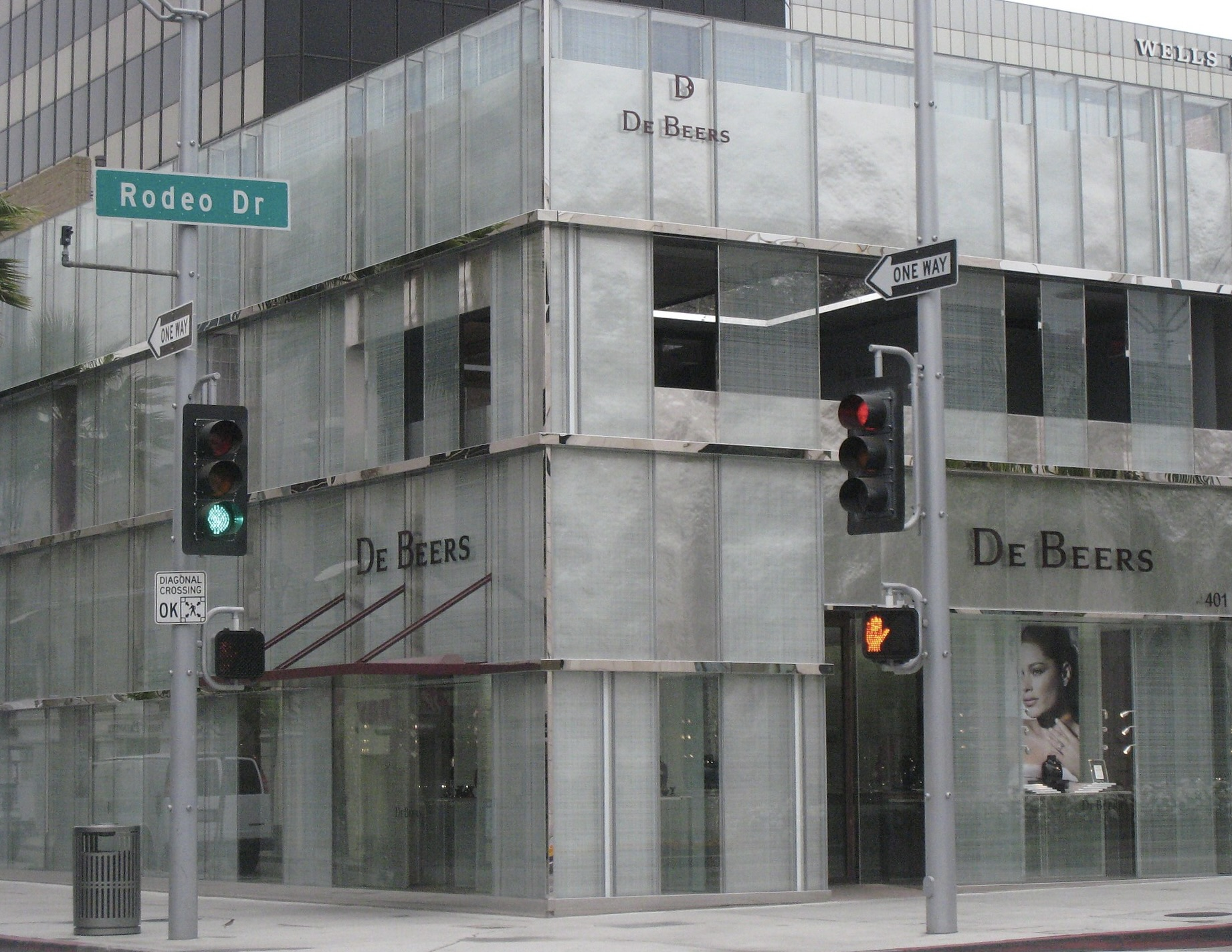
直営店の一つ。場所はビバリーヒルズロデオドライブ

デビアスは第二次世界大戦の直前から「ダイヤモンドは永遠と愛の象徴」として、婚約・結婚指輪の理想であると宣伝した。以下によく知られた具体例を示す。
- ロマンス映画中で結婚祝いとしてダイヤモンドを使う。
- 有名人を使い、雑誌や新聞中にダイヤモンドのロマンチックな面を想起させるストーリーを掲載する。
- ファッションデザイナーや流行仕掛け人を雇い、ラジオやテレビで流行を広める。
- ダイヤモンドを広めるためにイギリス王室に献上する。

このデビアスのPR機関N.W.アイレ親子商会（N.W. Ayer & Son）によって立案されたキャンペーンは、人々にブランド名を植え付けることなく、ただダイヤモンドの理想的な永遠の価値を表現するという点で、後年長く模倣される新しい広告形式（イメージ広告）であった。日本でも黒バックに「ダイヤモンドは永遠の輝き De Beers」とだけ銀文字で大書されたテレビCMが知られる。このキャンペーンは成功し、アメリカのダイヤモンド市場を復活させた。それによって高価な贅沢品という印象が弱まったことによって、以前は存在しなかった販路を開拓することに成功した。
第二次世界大戦前の日本におけるダイヤモンドは、一部の上流階級のみが愛好するものであった。戦後に行ったキャンペーンにおいてダイヤモンドは「欧米風の生活におけるステータスシンボル」として扱われた。その結果、1960年代以降の高度経済成長とともにその販売数が増加し、今日では世界で第2位のダイヤモンド小売市場となった。
また、アイレによって作成されたスローガン『A Diamond is Forever（ダイヤモンドは永遠の輝き）』は20世紀のマーケティングの歴史の中において最も成功したスローガンのひとつである（直訳では「ダイヤモンドは永遠に」。偶然なのか007シリーズにも全く同じタイトルの作品がある。原作小説が1956年、マーケティング戦略が1930年代なので間違いなくデビアスが先）。
なお、デビアスは1972年から2006年までキングジョージ6世&クイーンエリザベスステークスの冠スポンサーであった。
長年にわたり宝飾用の合成ダイヤモンドに否定的であったが、2018年には「ライトボックス」の廉価ブランドで参入すると発表した。その背景としては、中華人民共和国の合成ダイヤモンド生産量・技術が高まり、高価な天然物と市場を分ける狙いがあると分析されている。

## テレビ番組
- 日経スペシャル ガイアの夜明け ダイヤモンドの支配者たち 〜王者デビアス日本上陸〜（2003年12月23日、テレビ東京）[19]。